# Explicit
|  | Wiktionary har en ordboksartikel om explicit. |

Explicit betyder uttryckligt, uttryckligen, tydliggjort. Ordet härstammar från latinets explicare, egentligen "att vika ut", alltså också synliggöra, förklara. Det explicit utsagda är sagt öppet, i klara ord, utan några omskrivningar. Motsatsen är implicit.
Betydelsen "utan omskrivningar", "oförblommerad" ger ibland (särskilt på engelska) en biton av något som kan uppfattas som stötande, till exempel gällande material i en text eller en film.

## Matematik
Termerna explicit och implicit används ofta som facktermer inom matematiken och närliggande områden. Exempelvis är de två matematiska utsagorna 2x + 4 = 10 och x = 3 helt logiskt likvärda (ekvivalenta), eftersom de är sanna för precis samma värde på variabeln x; men den andra utsagan ger detta värde explicit, medan den första bara bestämmer värdet implicit. Likaså är explicit ett reserverat ord i dataspråket C++, som i vissa sammanhang kan användas för att förhindra implicita typbyten.